# گابریلا اوبربک
گابریلا اوبربک (لهستانی: Gabriela Oberbek؛ زادهٔ ۱۹ دسامبر ۱۹۸۶) بازیگر اهل لهستان است.
از فیلم‌ها یا مجموعه‌های تلویزیونی که وی در آن‌ها نقش داشته‌است، می‌توان به خون از خون، مأموریت افغانستان، پدر متیو، طایفه، دهن‌به‌دهن، ع چون عشق، دوستان، هتل ۵۲ و در خوشی و سختی اشاره نمود.